# Metachorischizus rufus
Metachorischizus rufus là một loài tò vò trong họ Ichneumonidae.